# 86丁目駅 (IND2番街線)
86丁目駅（86ちょうめえき、英: 86th Street）はマンハッタン区アッパー・イースト・サイドとヨークヴィル境の86丁目-2番街交差点に位置するニューヨーク市地下鉄IND2番街線の駅である。N系統がラッシュ時のみ、Q系統が終日、R系統がラッシュ時に北行1本のみ停車する。

## 歴史

### 背景
インディペンデント・サブウェイ・システムは1919年に当路線の建設を提案した。しかし、世界恐慌で計画は立ち消えとなった。この路線は今は亡きIRT2番街線とIRT3番街線の代替となる予定だった。当駅は86丁目高架駅（IRT2番街線）、84丁目駅、89丁目駅（これらはIRT3番街線）の代替となる予定だった。

### 1968年以降
1968年に発表されたプログラム・フォー・アクションでは、126丁目から34丁目にかけてと、34丁目からホワイトホール・ストリートまでの2区間に分けて建設されることとなっていた。
1999年に、地域計画協会は、計画された31の駅のうちの1つとして86丁目を含む、2番街線の建設を検討した。それによると、駅は86丁目と82丁目に出入口が建設される予定になっていた。

### 建設
2007年3月、IND2番街線の建設再開が決定した。第1期区間の建設は44億5000万ドルから45億ドルになるとされ、2番街-105丁目から72丁目を経由し、3番街-63丁目までの区間が該当する。
MTAは、92丁目から63丁目にかけてトンネルを建設し、92丁目から95丁目にかけてにトンネルボーリングマシン（TBM）用の発射箱を建設し、69丁目と72丁目にアクセスシャフトを建設する契約を建設会社と結んだ。また、建設はスカンスカUSAシヴィル、およびJFシー・コンストラクションが担当する。路線の建設は2007年4月15日に始まり、2007年6月に駅の建設計画が決まる予定だった。
2011年9月15日に、駅を建設する契約がスカンスカUSA及びトレイラー・ブロス社と契約を結んだ。2013年1月17日の時点では、83丁目から87丁目までの区間は53%が完工していた。また、2013年7月時点で、駅は53%が完工していた。スカンスカとトレイラーは、地下のトンネル、入口、および付近の周りにコンクリートを敷設するほかに、防水や鉄筋の工事を行っていた。2014年5月時点では1番・2番出入口は完成していた。2014年12月の時点で、駅の外壁は完成しており、2番街線建設の進捗は4分の3に達した。
駅は2016年5月16日に完成を予定していたが、10月までずれこんだ。2016年10月、労働者は駅の13基のエスカレーターのうち10基しか設置できていなかったため、駅が予定通りに開かない可能性があると発表した。その後、2016年12月18日までに完成した。そして、2017年1月1日の開業を迎えるのであった。

## 駅構造
| G           | 地上階                     | 出入口                                                            |
| B1          | 上層コンコース             | 1番出入口-下層コンコース間エスカレーターの踊り場                  |
| B2          | 下層コンコース             | 改札口、駅員詰所、メトロカード自動券売機                          |
| B2          | 下層コンコース             | ホームへの階段、エスカレーター                                    |
| B3 ホーム階 | 南行線                     | ← コニー・アイランド-スティルウェル・アベニュー駅行き（72丁目駅） |
| B3 ホーム階 | 島式ホーム、左側ドアが開く |                                                                   |
| B3 ホーム階 | 北行線                     | → 96丁目駅行き（終点）→                                           |

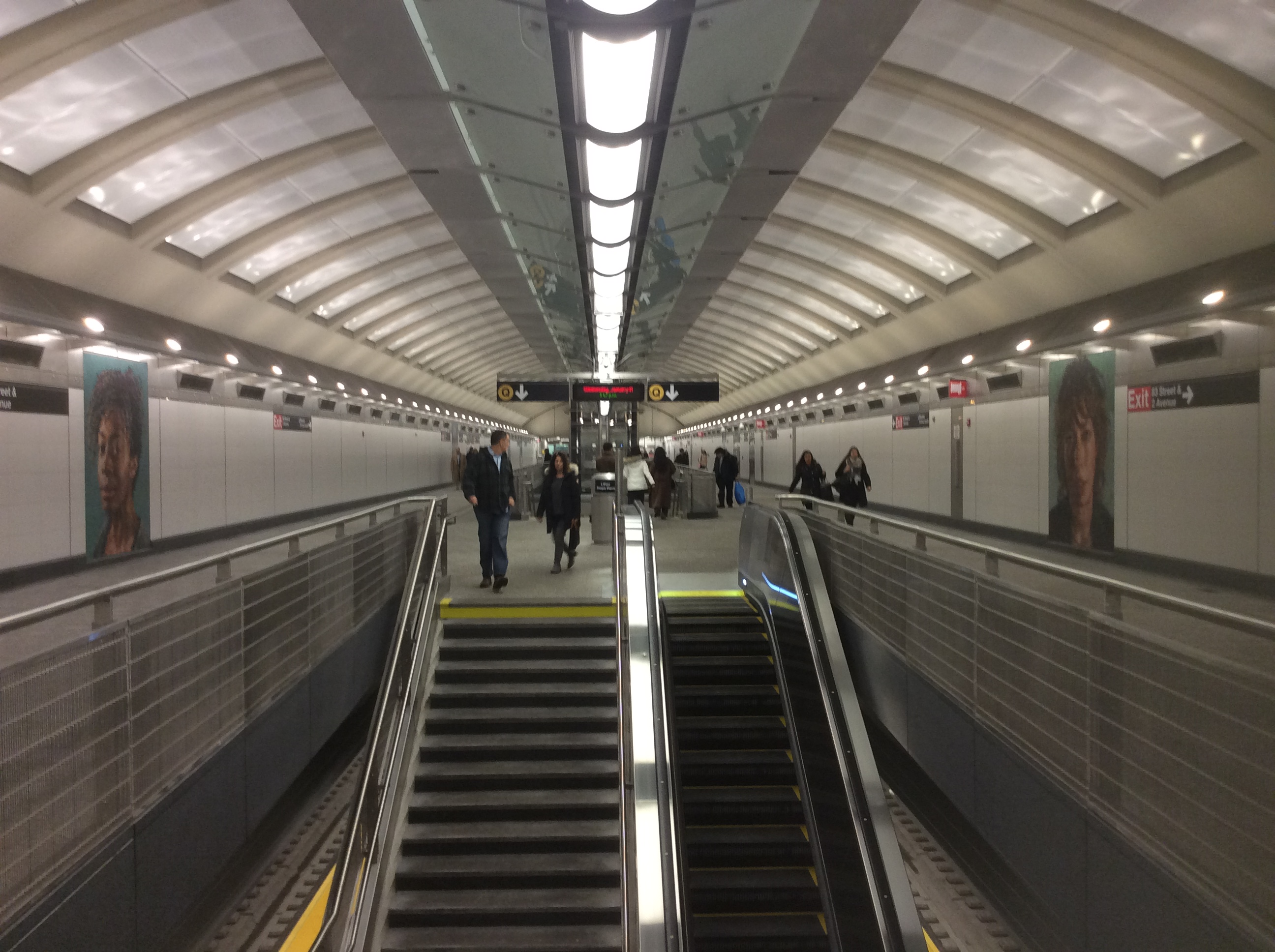
改札階

駅は島式ホーム1面2線のシンプルな構造である。駅は地下鉄内にある他の島式ホームの駅よりもホーム幅が広くとられている。ワシントンメトロの駅に多くある円形の天井が特徴である。ホームは地表から93フィート (28 m) 下にある。ホーム幅は27.8フィート (8.5 m) ある。
駅には空調システムが設置されている。

### アートワーク
Chuck Close制作のアートワーク"Subway Portraits"が展示されている。

### 出口

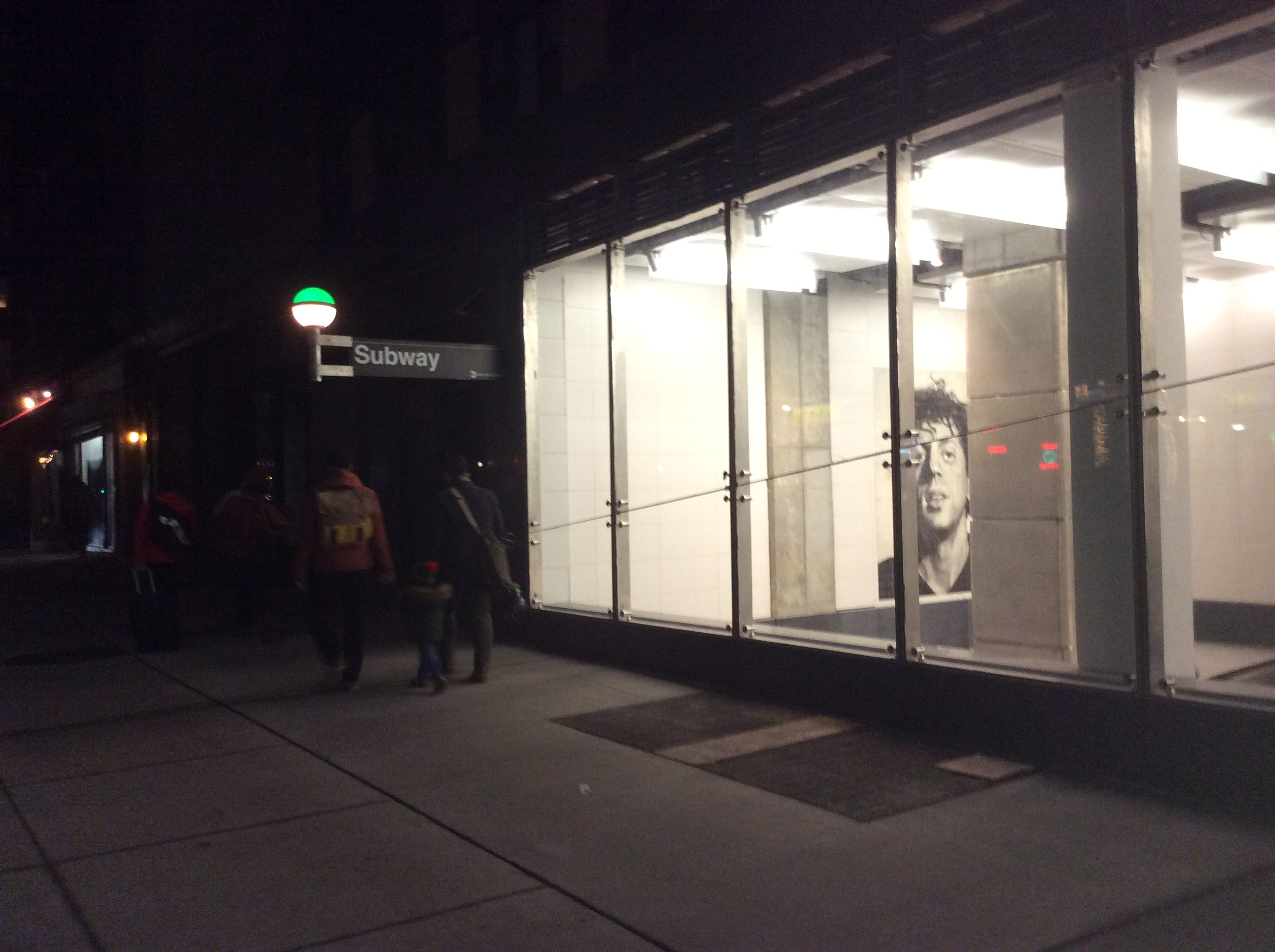
1番出入口

出入口は3か所にあり、エスカレーター10基とエレベーター1基があるが、階段は一切ない。

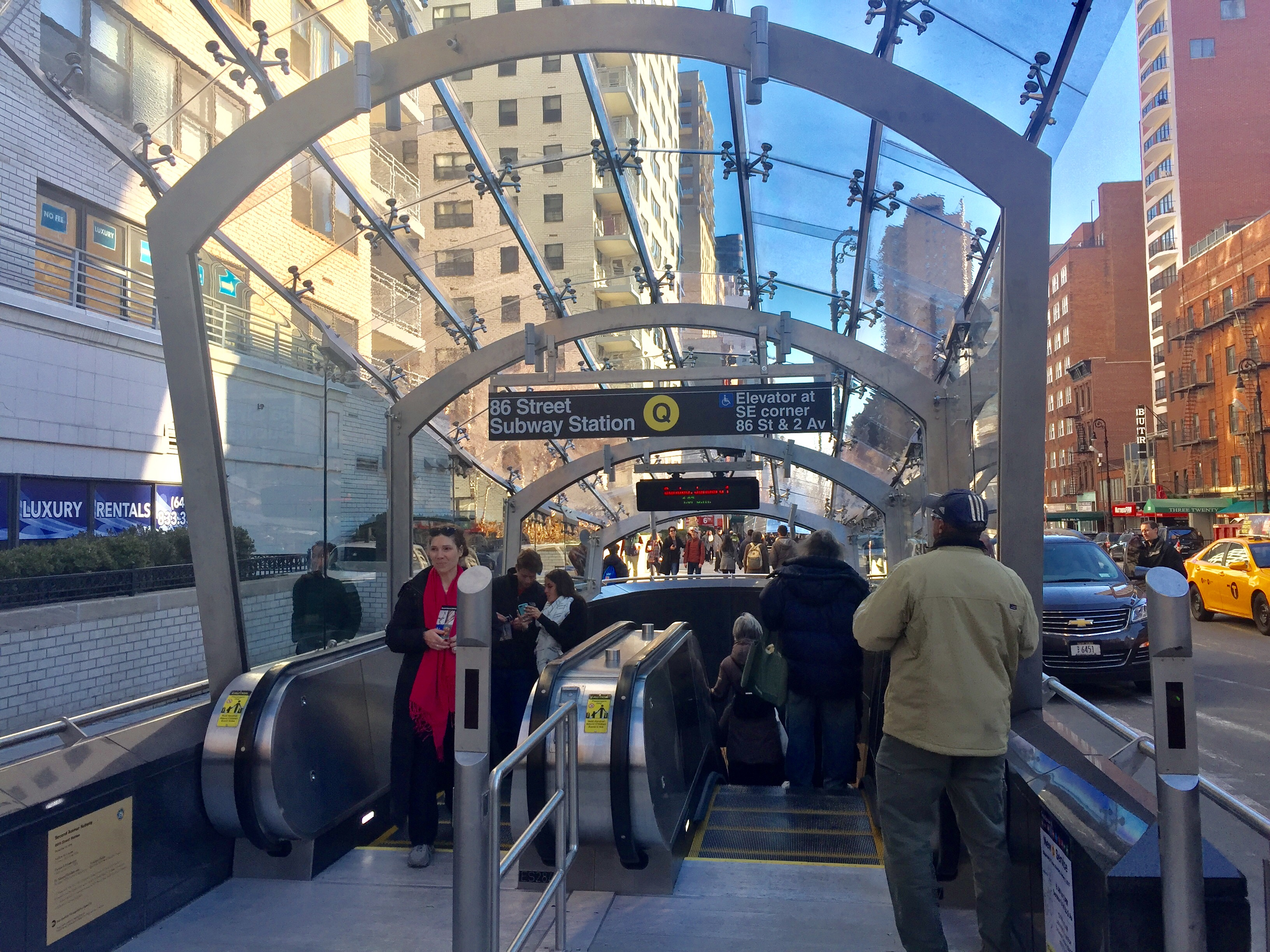
2番出入口

| 位置                                               | 種類           | 数                |
| -------------------------------------------------- | -------------- | ----------------- |
| 1番出入口 83丁目-2番街交差点北東のビル内           | エスカレーター | エスカレーター2基 |
| 2番出入口 （出入口は2か所） 86丁目-2番街交差点北東 | エスカレーター | 各出入口2基ずつ   |
| 2番出入口 86丁目-2番街交差点南東                   | エレベーター   | 1基               |

## 2番街線公共インフォメーションセンター
2番街線公共インフォメーションセンターは2番街線の初期開業区間の写真の展示などを行っている。2013年6月25日に開業した。2014年5月23日、2番街線の建設に使用された建設技術に関する新しい展示「En Route：2番街線の建設に使用された技術と技術」がセンターで発表された。また、2番街線列車を運転できるシミュレーターが設置された。建設の過程を通して、MTAはアッパー・イースト・サイドの住民に建設現場を報告した。2016年までの3年間で、2万人以上が利用した。

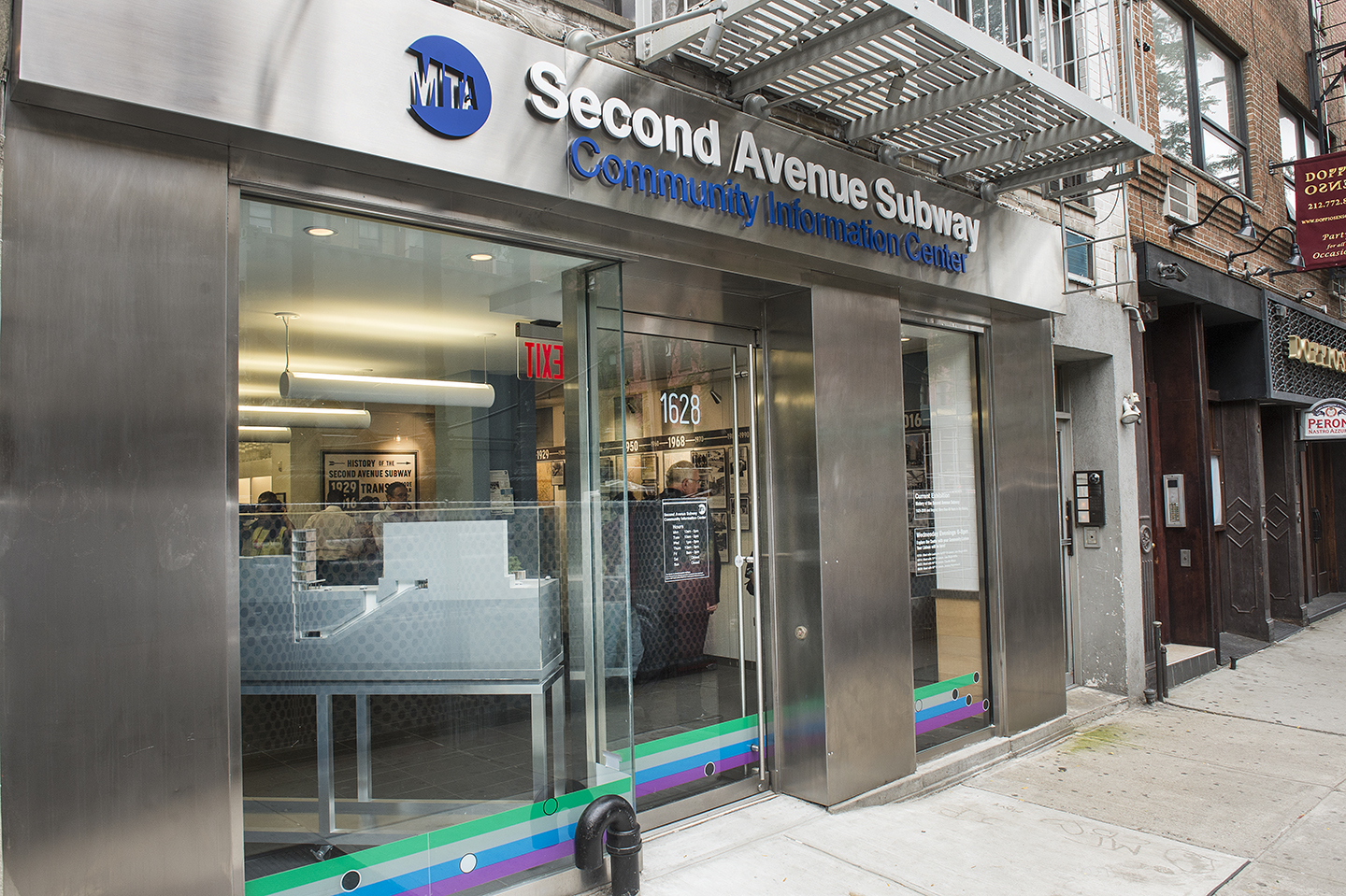
センター外観
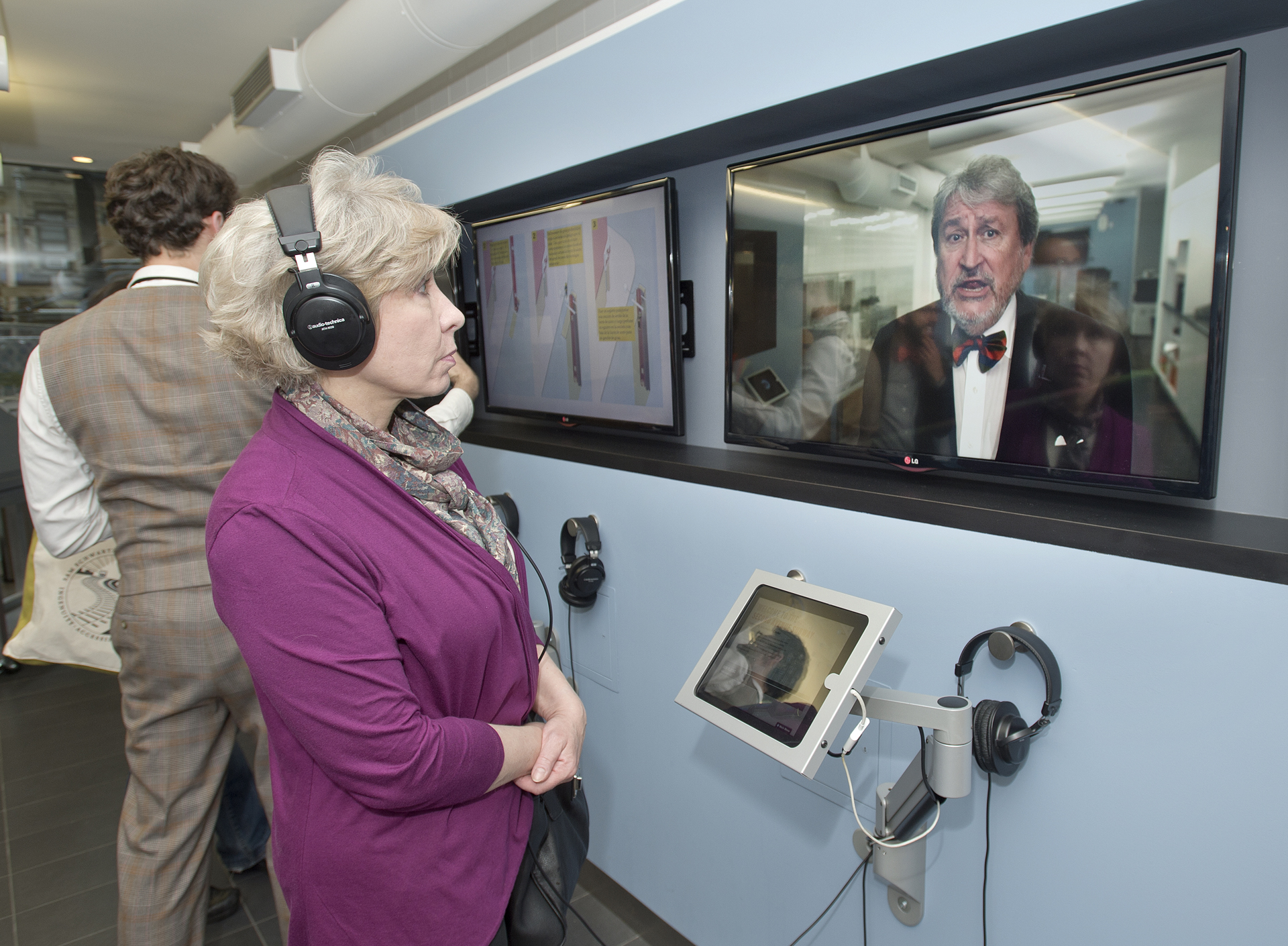
ビデオコーナー
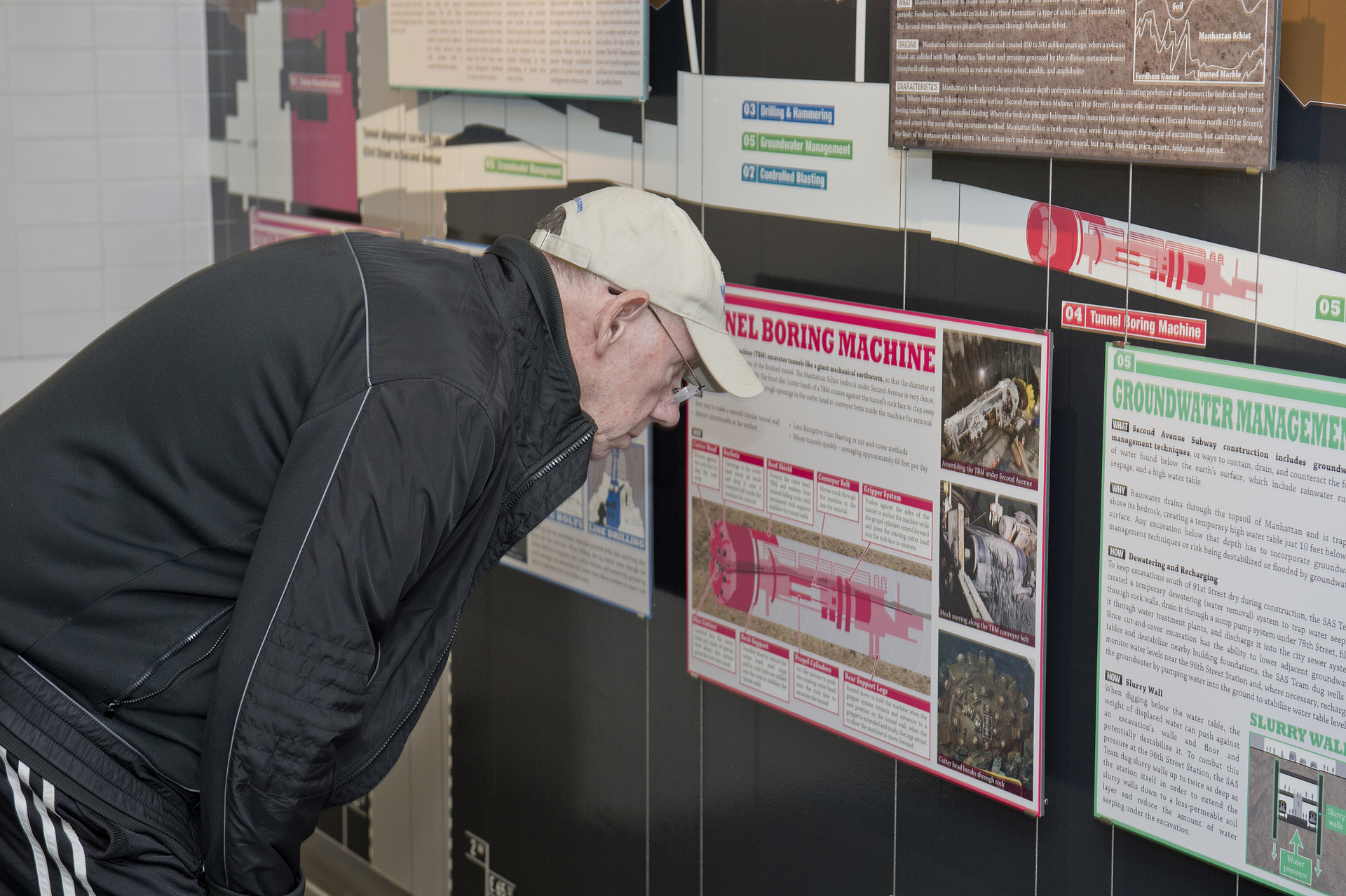
写真コーナー
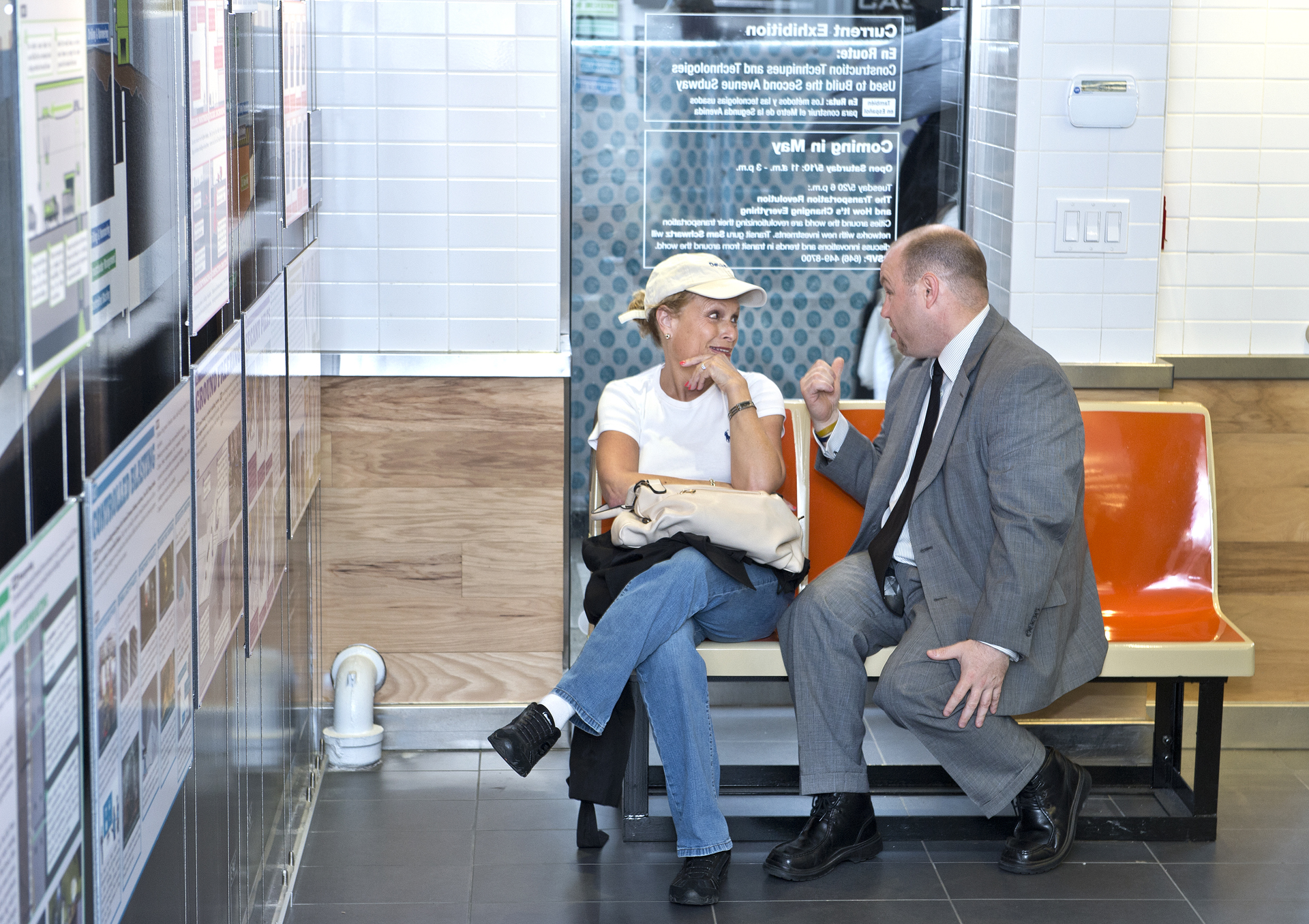
地下鉄車内コーナー
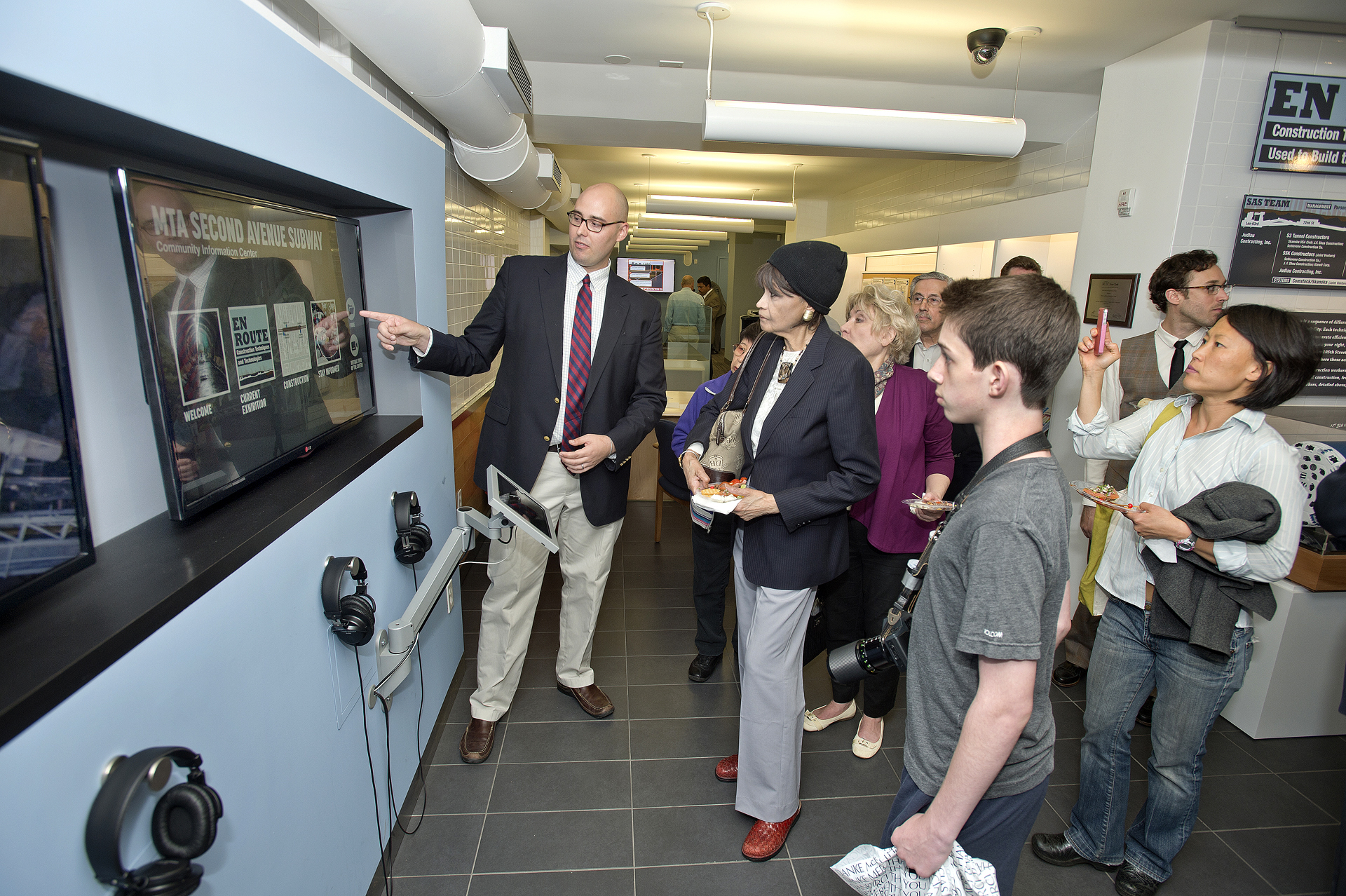
ビデオコーナー